# Dysgonia ankalirano
Dysgonia ankalirano är en fjärilsart som beskrevs av Pierre E.L. Viette 1982. Dysgonia ankalirano ingår i släktet Dysgonia och familjen nattflyn. Inga underarter finns listade i Catalogue of Life.